# كلية بوسطن
كلية بوسطن (بالإنجليزية: Boston College)‏ هي كلية كاثوليكية أمريكية مقرها في مدينة تشيستنت هل في ولاية ماساتشوستس الأمريكية، أسست في عام 1863 م. تضم الكلية كليات في الفنون والعلوم، الإدارة، التعليم، التمريض، الخدمات الاجتماعية، والقانون.

## المركز التنافسي
القبول في كلية بوسطن يعتبر من أكثر انتقاءية في الولايات المتحدة. تحتل كلية بوسطن المركز الرابع بين الجامعات الأميركية الخاصة في عدد طلبات القبول التي تتلقاها سنويا، رغم أنها أقل من نصف حجم المدارس الثلاث التي تفوقها مرتبة. في عام 2007 وصلت نسبة القبول إلى 27%، وكان متوسط درجات اختبار سات SAT بين الطلبة المقبولين 2061 من 2400.

## معرض صور

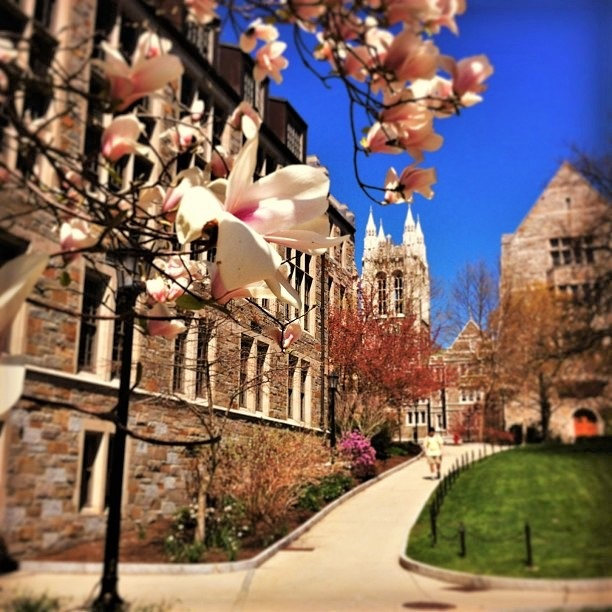
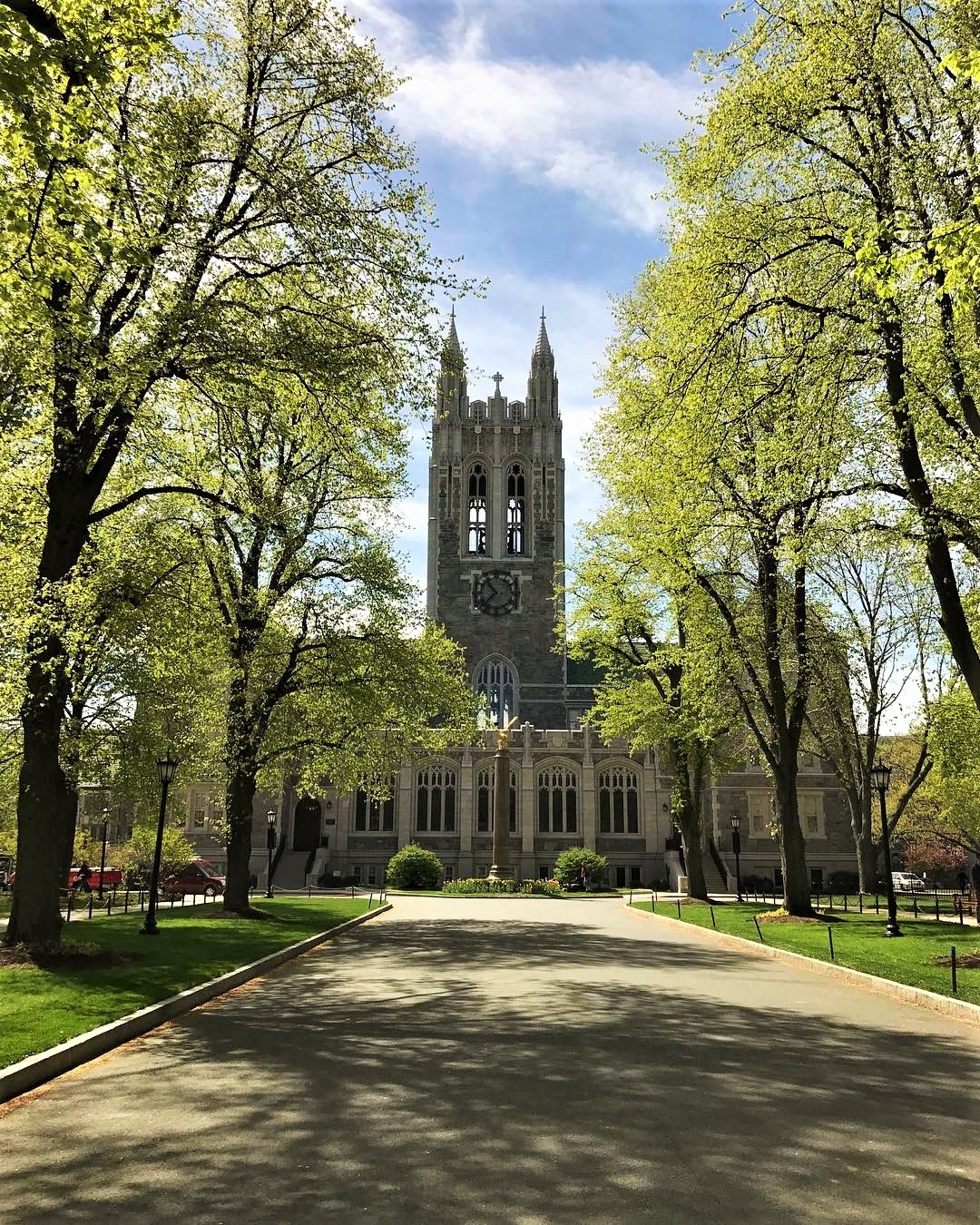
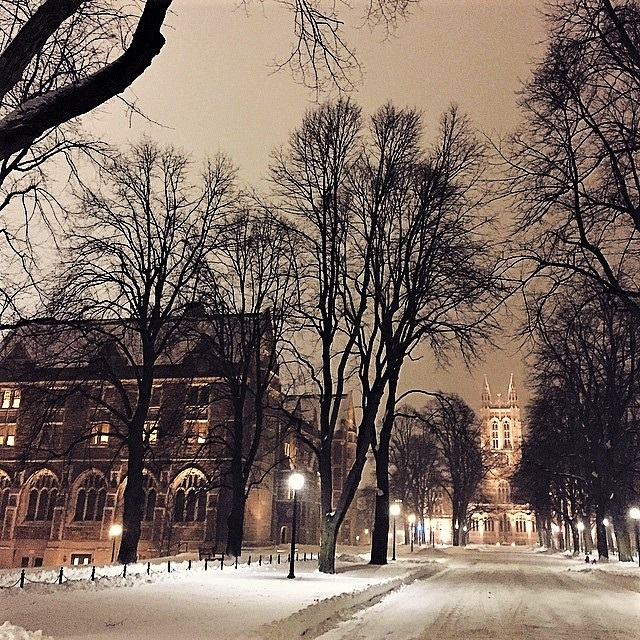
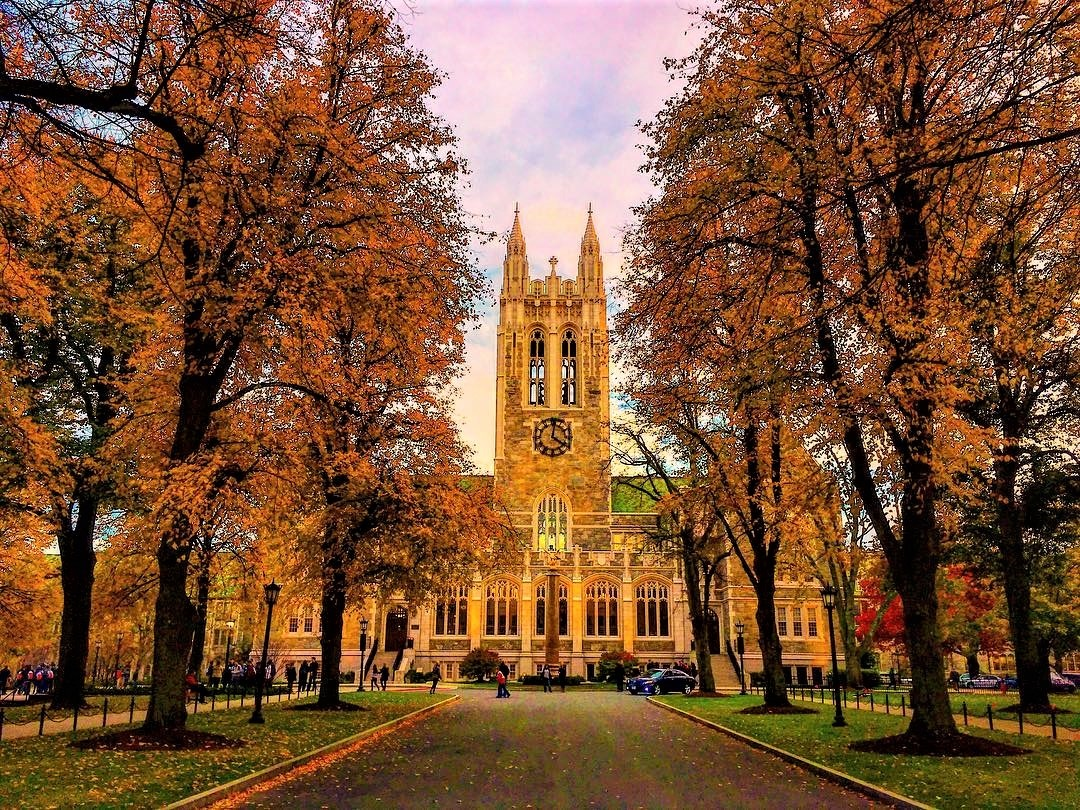

## أعلام
- جون د. ويتني